# 曾仕强
曾仕强（1935年10月20日—2018年11月11日），生於福建漳州，台灣管理学學者、文化學者。國立臺灣師範大學兼任教授。
國立臺灣師範大學工業教育學系畢業，先後前往美國與英國進修碩士與博士學位。。2007年至2009年在CCTV《百家讲坛》講述〈易经与人生〉、〈胡雪岩的启示〉及〈易经的奥秘〉。2010年11月，“中国作家富豪榜”的調查將其名列其中。

## 生平
曾仕强祖籍福建，1949年隨父母遷居台南，1953年高中毕业，进入國立臺灣師範大學工业教育系就学。畢業後在臺灣任教。
曾從事中華文化和西方現代管理哲學之研究，涉足國學、企業管理、哲學、教育等諸多領域，後獲得美国杜鲁门州立大学教育行政硕士，以及英国莱斯特大学管理哲学博士學位。英国牛津大学曾授予他管理哲学荣誉博士學位。
曾旅居國內外講學。

#### 講學生涯
1979年，曾仕強在新加坡講學，首度提出“中國式管理”理念。他認為，中國的人文習俗與西方有很大差異，不能一味模仿和追隨西方的管理模式，而應該用中國人自己的方法來化解中國人的問題。
1990年起，他開始到大陸地區講學。
2007年至2013年，曾教授受中央電視台10套《百家讲坛》欄目邀請，先後參加了《記憶中國——文化遺產博覽月》大型電視行動《我讀經典》系列的錄製、並主講了《胡雪岩的启示》、《易經的奧秘》、《易经与人生》、《道德經的玄妙》等系列講座。

#### 辭世
2016年9月，曾仕強臥床休養。2018年11月11日19点54分，曾仕強因癌症于在三军总医院辞世，享壽83岁。

## 教職
- 2011年以前，曾仕强在臺灣師範大學兼任教授，首設「易經在人力資源與企業管理之應用」碩博士班課程[15]。

## 外部連結
- 名家论坛 曾仕强 情绪管理 （页面存档备份，存于）
- 豆瓣：书籍搜索